# The Best of George Harrison
The Best of George Harrison è la prima raccolta di successi di George Harrison, pubblicata nel novembre 1976.
Come per gli altri ex Beatles, verso la metà degli anni settanta arrivò anche per Harrison il momento di una compilation. Delle prime 4 pubblicate in quel periodo (le altre sono Blast from Your Past, Wings Greatest e Shaved Fish), questa appare la meno curata. Harrison era appena passato alla propria etichetta (la Dark Horse Records), e la EMI selezionò le tracce senza contattarlo: la conseguenza fu una raccolta raffazzonata, che comprendeva sia canzoni soliste, sia pezzi di Harrison registrati con i Beatles. Questo, a detta di fan, critici e di Harrison stesso, svalutava il valore del suo catalogo solista.
La raccolta non entrò in classifica in Gran Bretagna, e raggiunse solo il 31º posto negli Stati Uniti.
Nonostante i suoi difetti, per molti anni è stata l'unica raccolta disponibile di George Harrison, dal momento che Best of Dark Horse 1976-1989 è stata messa fuori catalogo poco tempo dopo l'uscita. Questo album è stato ristampato su CD nel 1987. Nel 2009 è infine uscita Let It Roll: Songs by George Harrison, una raccolta che include brani di tutta la sua carriera solista.

## Il disco

### Selezione dei brani
Per riempire la prima facciata dell'LP, la Capitol selezionò composizioni di Harrison che erano state pubblicate dai Beatles tra il 1965 e il 1970. Prevalse quindi un approccio senza rischi, andando sul sicuro scegliendo canzoni famosissime quali Something, Here Comes the Sun, e While My Guitar Gently Weeps. Nessuno dei "brani indiani" di Harrison venne inserito; la musica classica indiana era un genere musicale reso popolare in occidente proprio da George grazie alla sua associazione con Ravi Shankar. Non furono presi in considerazione pezzi come Within You Without You e The Inner Light, mentre invece venne scelta Taxman, anche se era appena stata inserita nella compilation Rock 'n' Roll Music dei Beatles. Anche While My Guitar Gently Weeps, Here Comes the Sun e Something erano state tutte incluse nella raccolta del 1973 The Blue Album.
La seconda facciata venne invece dedicata ai maggiori successi della carriera solista di Harrison: My Sweet Lord e What Is Life da All Things Must Pass (1970), Give Me Love (Give Me Peace on Earth) da Living in the Material World (1973), la title track dell'album Dark Horse (1974), e You tratta dal recente Extra Texture (1975). La sesta canzone fu una scelta meno "ovvia", il singolo di beneficenza Bangla Desh, pubblicato nel 1971, e non reperibile altrimenti in nessun album.
Oltre al sicuro beneficio finanziario derivante dal riproporre canzoni dei Beatles, parte della regione per la quale la Capitol ridusse la carriera solista di Harrison a sole sei tracce, fu anche l'incerto risultato commerciale delle vendite delle compilation di Lennon e Starr, che prive di qualsiasi canzone dei Beatles, non avevano venduto in maniera esaltante. Altro fattore importante era l'abitudine di Harrison di limitare al minimo la pubblicazione di singoli: egli non avrebbe voluto pubblicare nessun 45 giri estratto da All Things Must Pass, e il programmato secondo singolo estratto da Material World, Don't Let Me Wait Too Long – fu cancellato all'ultimo minuto.
Nel novembre 1976, mentre stava promuovendo il suo nuovo album, Thirty Three & 1/3, Harrison dichiarò che la Capitol Records aveva ignorato i suoi consigli e suggerimenti circa quali brani inserire nella raccolta, oltre alla proposta di un titolo meno banale per la compilation; esprimendo il suo disappunto nei confronti della casa discografica.
Tra le assenze più significative in The Best of George Harrison, figurano Isn't It a Pity – pubblicata su singolo insieme a My Sweet Lord, e un successo da numero 1 in classifica in Canada – e Ding Dong, Ding Dong, posizionatasi in classifica nella top 40 sia in America che in Gran Bretagna e un successo da top 10 nel resto d'Europa.

### Copertina e grafica
Le versioni statunitense ed europea della raccolta differiscono per quanto riguarda la copertina. Negli Stati Uniti e in Canada, la copertina era un disegno in bianco e nero della testa di Harrison su uno sfondo raffigurante il cosmo; opera di Michael Bryan e Roy Kohara, quest'ultimo grafico della Capitol responsabile della copertina di Extra Texture e di quelle delle compilation di Lennon e Starr.
L'edizione per il mercato europeo in copertina aveva invece una foto a colori scattata da Bob Cato che mostra un sorridente George Harrison, con un cappello giallo in testa, seduto davanti a un'auto d'epoca. La versione internazionale dell'album in formato CD utilizza quest'ultima grafica.

## Pubblicazione
La Capitol Records pubblicò The Best of George Harrison l'8 novembre 1976 negli Stati Uniti, con numero di catalogo Capitol ST 11578. In Gran Bretagna l'album uscì su etichetta Parlophone (n. cat. PAS 10011), il 20 novembre. Tra le uscite del periodo collegate ai Beatles, la pubblicazione della compilation coincise non solo con quella di Thirty Three & 1/3, ma anche con il triplo album dal vivo Wings over America di McCartney. Scrivendo sul New Musical Express in novembre, Bob Woffinden commentò che le vendite di Thirty Three & 1/3 avrebbero risentito sicuramente "della quasi simultanea pubblicazione di The Best of George Harrison da parte della EMI/Capitol".
Negli Stati Uniti, con Harrison attivamente occupato nella promozione di Thirty Three & 1/3 che stava raccogliendo alcune delle sue migliori recensioni da anni a questa parte, la compilation raggiunse la posizione numero 31 nella classifica Billboard Top LPs & Tape. Il disco venne certificato disco d'oro dalla Recording Industry Association of America il 15 febbraio 1977, con vendite superiori alle 500,000 copie. In Gran Bretagna, come anche la raccolta di Starr del 1975, The Best of George Harrison non entrò nella classifica UK Top 60 Albums Chart.

## Tracce
Le tracce 1-7 sono interpretate dai Beatles.
Le tracce 8-13 sono interpretate da George Harrison.
Lato 1
1. Something – 3:01
2. If I Needed Someone – 2:22
3. Here Comes the Sun – 3:05
4. Taxman – 2:37
5. Think for Yourself – 2:18
6. For You Blue – 2:31
7. While My Guitar Gently Weeps – 4:45

Lato 2
1. My Sweet Lord – 4:38
2. Give Me Love (Give Me Peace On Earth) – 3:35
3. You – 3:41
4. Bangla Desh – 3:57
5. Dark Horse – 3:53
6. What Is Life – 4:17